# Hari
Hari ili Harirud (perz. هریرود; Harī-rūd), rijeka duljine 1124 km koja protječe kroz Afganistan, Iran i Turkmenistan. 

## Etimologija
Rijeka Hari imenovana je prema obalnom gradu Heratu na sjeverozapadu Afganistana, a u literaturi se pojavljuje i imenovana kao Harirud, Hari-rud, Rud-e Hari i Rudhane-je Hari Rud pri čemu Rud na perzijskom jeziku podrazumijeva rijeku. Turkmeni je oslovljavaju kao Tedžen prema istoimenom gradu na njenom donjem (sjevernom) toku. Grcima je u starom vijeku bila je poznata pod grčkim imenom Akes, a Rimljanima po latinskoj inačici Arius. U drevnoj indoarijskoj predaji Rgvedi rijeka se spominje kao Saraju, a u zoroastrijskoj Avesti kao Haraju. Prema Arijanu, rijeka Hari dobila je ime prema drevnoj iranskoj pokrajini Ariji.

## Zemljopis
Rijeka Hari izvire na zapadnim padinama Kuh-e Babe (dio planinskog lanca Hindukuš) u središnjem Afganistanu, teče prema zapadu gdje njen srednji tok predstavlja prirodnu granicu između Irana i Afganistana odnosno Turkmenistana, a potom nestaje u pustinjskim područjima Karakuma. Najveći obalni gradovi uz Hari su Čagčaran i Herat u Afganistanu, Sarahs u Iranu, te Tedžen u Turkmenistanu. Na rijeci se nalaze i dva oveća jezera koji su nastali podizanjem brane Salma u Afganistanu (0.56 km³) odnosno zajedničkog iransko-turkmenistanskog projekta Brane prijateljstva (0.82 km³). Istjek Harija kreće se od 30 na gornjem do 990 m³/s na donjem toku, a rijeka povremeno zna i potpuno presušiti o čemu svjedoči slučaj iz 2000. godine kada je zabilježena desetomjesečna suša zbog koje je prema procjenama UN-a pomrlo oko 800.000 grla stoke. Najveći pritok Harija je iranska rijeka Kašaf koja se na nju spaja nizvodno od Brane prijateljstva.

## Povijest
Starogrčki povjesničar Herodot spominje kako je u 6. stoljeću pr. Kr. na Harijevom ušću u Središnjoj Aziji postojalo pet velikih rukavaca koje je ravnomjerno dijelilo pet iranskih plemena: Hirkanijci, Parti, Sarangijanci, Tamanejci i Horezmijci. Nakon što se Kirovo i Darijevo Perzijsko Carstvo proširilo na njihove krajeve, perzijski vladari dali su podignuti velike pokretne brane čime su na jugu stvorena bogata jezera, dok su istovremeno spomenuta plemena ljeti zbog suše imala velikih problema s navodnjavanjem tla pa su se osobno odlazili žaliti velikim kraljevima. Povjesničar Polibije piše da se koncem 3. stoljeća pr. Kr. pokraj rijeke odigrala bitka u kojoj je seleukidski vladar Antioh III. Veliki porazio grčko-baktrijskog vladara Eutidema I.
U srednjem vijeku uz obalu rijeke Hari nalazio se grad Firuzkuh (današnji Afganistan) koji je bio ljetnom rezidencijom guridskih vladara, no teško je stradao kroz povijest i jedini njegov ostatak jest slavni 65-metarski minaret u Džamu koji se nalazi na UNESCO-ovom popisu Svjetske baštine. Krajem 19. stoljeća tok rijeke Hari između Dašt-e Haštadana i Sarahsa postao je prirodnom državnom granicom između Irana i Afganistana na temelju arbitraže koju je proveo C. S. MacLean, britanski general-bojnik i veleposlanik u Horasanu i Sistanu. Kao rezultat ruskih osvajanja odnosno pomicanja afgansko-turkmenske granice od Sarahsa pomakla prema jugu, Hari danas čini i prirodnu granicu Irana i Turkmenistana.

## Gospodarstvo
Rijeka se u gospodarskom smislu koristi za poljoprivredu i proizvodnju električne energije. Navodnjavanje je posebice intenzivno u ravničarskim krajevima Turkmenistana gdje je najveći istjek odnosno gdje se rijeka nizvodno od Tedžena račva prema Karakumu stvarajući pritom plodne poljoprivredne površine. Iran iskorištava rijeku prvenstveno za električnu opskrbu Sarahsa i Mašhada što je omogućeno sredinom 2000-ih kada je na izgrađena tzv. Brana prijateljstva. Hari se u Afganistanu koristi pretežito za poljoprivredu kao i u Turkmenistanu, iako u bitno manjoj mjeri što je uvjetovano planinskim karakteristikama reljefa odnosno manjim istjekom. Od 1976. godine u toj je zemlji funkcionalna i hidroelektrana Salma kapaciteta 42 MW.

## Galerija
- Hari u Afganistanu:
- Most u Čagčaranu
- Obalno naselje Šišt-e Šarif
- Kupanje u Hariju kod Herata
- Minaret u Džamu uz rijeku Hari